# Сульфат золота(III)
Сульфат золота(III) — неорганическое соединение, 
соль металла золота и серной кислоты с формулой Au2(SO4)3,
жёлтые кристаллы,
растворяется в воде,
образует кристаллогидрат.

## Получение
- Растворение гидроксида золота(III) в стехиометрически необходимом количестве серной кислоты:

{\displaystyle {\mathsf {2AuOOH+3H_{2}SO_{4}\ {\xrightarrow {}}\ Au_{2}(SO_{4})_{3}+4H_{2}O}}}

## Физические свойства
Сульфат золота(III) образует жёлтые кристаллы.
Растворяется в холодной воде, гидролизуется в горячей.
Образует кристаллогидрат состава Au2(SO4)3 · H2O — пурпурные расплывающиеся кристаллы.

## Химические свойства
- Реагирует с избытком серной кислоты:

{\displaystyle {\mathsf {Au_{2}(SO_{4})_{3}+H_{2}SO_{4}\ {\xrightarrow {}}\ 2H[Au(SO_{4})_{2}]}}}